# Тандель
Тандель (люкс. Tandel, фр. Tandel) — коммуна в Люксембурге, располагается в округе Дикирх. Коммуна Тандель является частью кантона Вьянден. В коммуне находится одноимённый населённый пункт.
Население составляет 1665 человек (на 2008 год), в коммуне располагаются 630 домашних хозяйств. Занимает площадь 41,72 км² (по занимаемой площади 8 место из 116 коммун). Наивысшая точка коммуны над уровнем моря составляет 537 м. (8 место из 116 коммун), наименьшая 190 м. (24 место из 116 коммун).

## Достопримечательности

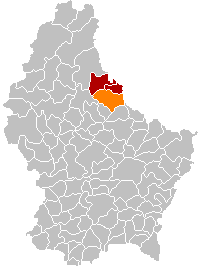
Оранжевый цвет - коммуна Тандель, красный - кантон Вьянден.

- Замок Бранденбург